# Josef Stancl
Josef Stancl (25. února 1851 Vysoké Mýto – 25. ledna 1924 Uherské Hradiště) byl rakouský politik české národnosti z Moravy; poslanec Moravského zemského sněmu a starosta Uherského Hradiště.

## Biografie
Pocházel z Vysokého Mýta, kde jeho otec Vojtěch Stancl působil jako obchodník. Do Uherského Hradiště přišel roku 1877, kdy se jeho manželkou stala Antonie Schullernová, dědička místní lékárny U zlaté koruny. Profesí byl lékárníkem a politikem. Byl zakladatelem Slováckých novin. Zastával post starosty Uherského Hradiště. V roce 1880 kandidoval do obecního výboru. Reprezentoval tehdy měšťanskou stranu okolo Jana Protzkara. Už po komunálních volbách roku 1886, v nichž poprvé výrazně uspěli na radnici Češi, byl členem městské rady. V rámci komunální politiky patřil k české konzervativní měšťanské straně, sdružující bohatší měšťanské vrstvy. Starostou se stal roku 1896. Byl prvním českým starostou města. Během jeho prvního funkčního období došlo k výstavbě Palackého náměstí, budovy krajského soudu a zprovoznění obchodní školy. Ve funkci setrval do obecních voleb roku 1903, po kterých na radnici převládlo pokrokové české křídlo a funkci starosty získal advokát Jan Konečný. Národnostní česko-německý konflikt byl tehdy nahrazen soupeřením dvou táborů české politiky. Stancl se do funkce vrátil roku 1906. Za jeho druhého starostenského období proběhla výstavba sirotčince nebo nové měšťanské školy. V roce 1906 mu byl udělen Řád Františka Josefa.
V 80. letech se zapojil i do vysoké politiky. V doplňovacích zemských volbách 30. listopadu 1886 byl zvolen na Moravský zemský sněm, za kurii městskou, obvod Uherské Hradiště, Uherský Ostroh, Bzenec, Veselí. Mandát zde obhájil i v zemských volbách v roce 1890, zemských volbách v roce 1896 a zemských volbách v roce 1902. Ve volbách roku 1886 i v řádných volbách roku 1890 byl národním kandidátem (Moravská národní strana, staročeská). Do zemských voleb v roce 1906 šel jako staročech. Porazil ho tehdy mladočeský kandidát Josef Seifert.
Zemřel v pátek 25. ledna 1924. Příčinou úmrtí bylo kornatění tepen. Pohřben byl v rodinné hrobce na hlavním městském hřbitově v Mařaticích.

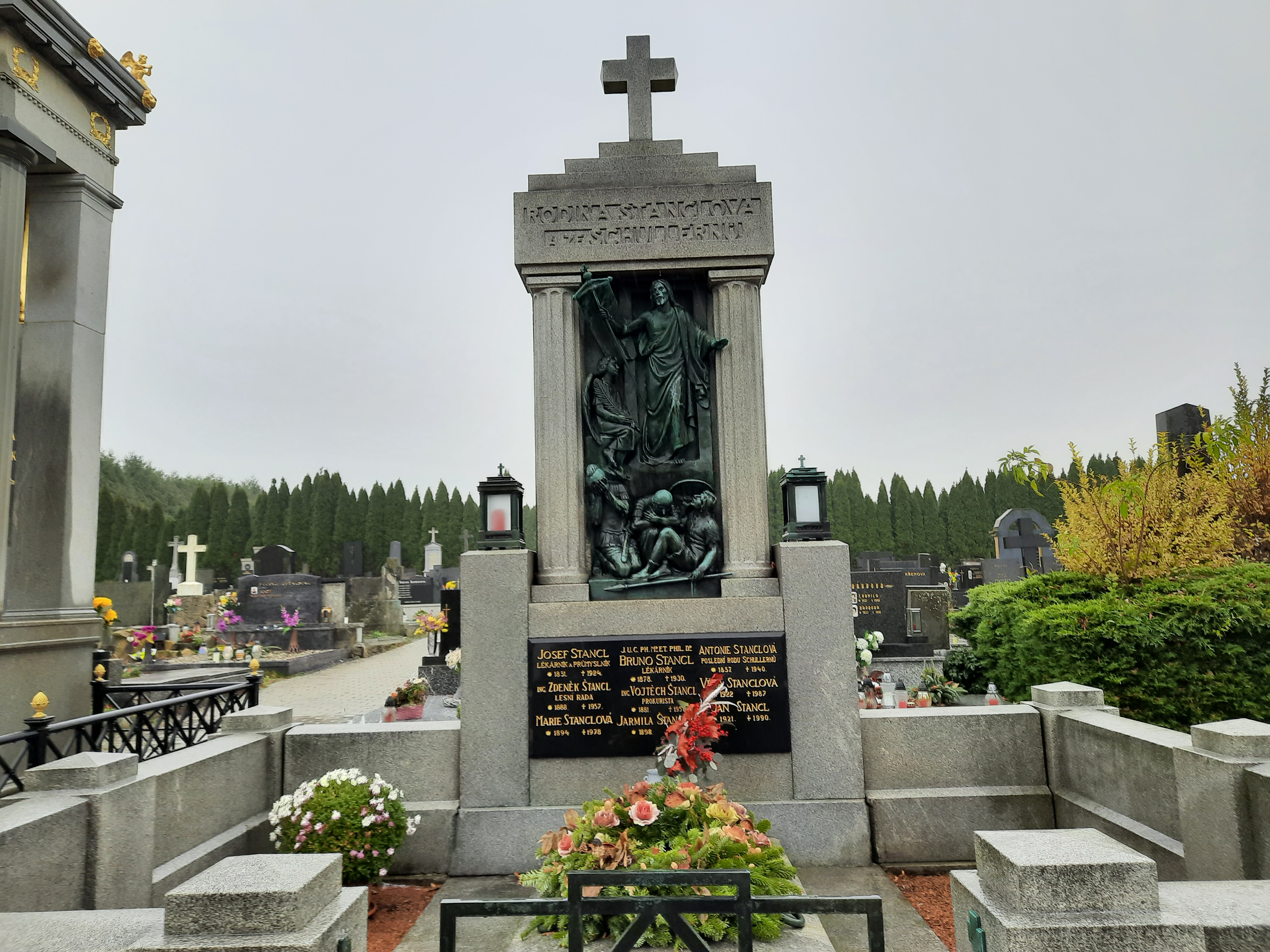
Hrobka rodiny Josefa Stancla na hřbitově v Mařaticích

Jeho syn Josef Stancl mladší byl ve 40. letech 20. století rovněž starostou města. Jeho synovec Augustin Štancl působil jako římskokatolický kněz.